# Llíria
Llíria település Spanyolországban, Valencia tartományban. Llíria a valenciai város katalán és a hivatalos neve, spanyolul: Liria. Llíria Altura, Alcublas, Andilla, Benaguasil, Benisanó, Bugarra, Casinos, Domeño, Marines, Olocau, Pedralba, La Pobla de Vallbona, Villar del Arzobispo és Chulilla községekkel határos. Lakosainak száma 25 077 fő (2024).

## Népesség
A település népessége az utóbbi években az alábbiak szerint változott:
| Lakosok száma | 17 216 | 19 172 | 21 638 | 22 706 | 23 542 | 23 261 | 22 793 | 23 253 | 24 036 | 25 077 |
|               | 2001   | 2004   | 2007   | 2009   | 2012   | 2014   | 2017   | 2019   | 2022   | 2024   |